# Hoàng Xuân Hãn
Hoàng Xuân Hãn (1908 – 1996) là một nhà sử học, nhà ngôn ngữ học, nhà nghiên cứu văn hóa, giáo dục Việt Nam đồng thời là một kỹ sư, nhà toán học. Ông là người soạn thảo và ban hành Chương trình Trung học Việt Nam đầu tiên. Ông cũng là người soạn thảo sách Danh từ khoa học với hơn 6.000 từ mục về các lĩnh vực toán, lý, hóa, cơ, thiên văn trong đó có rất nhiều từ lần đầu tiên xuất hiện trong tiếng Việt hoặc lần đầu tiên được chuẩn hóa và giải thích cụ thể cách dùng trong khoa học. Đây là cuốn sách đặt nền móng cho các tác giả Việt Nam viết tài liệu khoa học bằng tiếng Việt.

## Tiểu sử và học vấn
Hoàng Xuân Hãn sinh năm 1908, quê làng Yên Hồ, huyện La Sơn, nay là xã Yên Hồ, huyện Đức Thọ, tỉnh Hà Tĩnh. Thuở nhỏ ông học chữ Hán và chữ Quốc ngữ tại nhà.
Năm 1926, Hoàng Xuân Hãn đậu bằng Thành Chung, rồi ra Hà Nội học trung học ở trường Bưởi. Sau đó một năm, theo thiên hướng, ông lại chuyển sang học chuyên Toán ở Lycée Albert Sarraut.
Năm 1928, Hoàng Xuân Hãn đỗ thủ khoa kỳ thi tú tài toàn phần và được nhận học bổng của chính phủ Đông Dương sang Pháp học dự bị để thi vào các trường lớn.
Năm 1930, Hoàng Xuân Hãn đỗ vào trường École normale supérieure và Trường Bách khoa Paris. Hoàng Xuân Hãn chọn học trường Bách Khoa. Trong thời gian này ông bắt đầu soạn cuốn Danh từ khoa học.
Năm 1932 – 1934, Hoàng Xuân Hãn vào học École nationale des ponts et chaussées (Trường Cầu đường Paris).
Năm 1934, Hoàng Xuân Hãn trở về Việt Nam, 4 tháng sau đó sang Pháp. Trên chuyến tàu, Hoàng Xuân Hãn gặp cô sinh viên Nguyễn Thị Bính sang Pháp học Dược khoa.
Từ năm 1934 đến năm 1936 Hoàng Xuân Hãn trở lại Pháp, đậu cử nhân toán 1935 và thạc sĩ toán 1936 tại khoa Toán trường Đại học Sorbonne (Licence des Sciences mathématiques Sorbonne).
Năm 1936, Hoàng Xuân Hãn kết hôn với cô Nguyễn Thị Bính (sinh ngày 6/10/1911 tại Hà Nội) sau này trở thành dược sĩ.
Từ năm 1936 đến năm 1939, Hoàng Xuân Hãn trở về Việt Nam dạy các lớp đệ nhất ban toán trường Bưởi (nay là trường Chu Văn An). Trong thời gian này ông hoàn tất cuốn Danh từ Khoa học.
Năm 1936, ông cho xuất bản tập giáo trình Eléments de trigonométrie (Cơ bản của lượng giác học), có lẽ là tập giáo trình Toán phương tây đầu tiên được viết bởi người Việt.
Từ năm 1939 đến năm 1944, vì chiến tranh trường Bưởi phải dời vào Thanh Hóa. Tại đây, ông tìm thấy những tư liệu lịch sử về La Sơn Phu Tử và vua Quang Trung và những tấm bia nói về sự nghiệp của Lý Thường Kiệt.
Năm 1942, Hoàng Xuân Hãn cho xuất bản Danh từ khoa học (Vocabulaire scientifique).
Năm 1943, Đại học Khoa học được thành lập tại Hà Nội. Hoàng Xuân Hãn được mời dạy môn cơ học.
Tháng 4 năm 1945, vua Bảo Đại mời ông vào Huế để tham khảo ý kiến về việc thành lập chính phủ độc lập đầu tiên của Việt Nam.

## Tham chính
Ngày 17 tháng 4 năm 1945, Hoàng Xuân Hãn tham dự nội các Trần Trọng Kim với chức vụ Bộ trưởng Giáo dục - Mỹ thuật.
Từ ngày 20 tháng 4 đến ngày 20 tháng 6 năm 1945, với chức bộ trưởng, ông đã thiết lập và ban hành chương trình giáo dục bằng chữ Quốc ngữ ở các trường học. Áp dụng việc học và thi Tú Tài bằng tiếng Việt, dùng tiếng Việt trong những công văn chính thức. Chính phủ Trần Trọng Kim tại chức được 4 tháng.
Sau ngày chính phủ Trần Trọng Kim từ nhiệm, Hoàng Xuân Hãn trở về dạy và viết sách toán bằng tiếng Việt, cùng cứu vãn những sách cũ, sách cổ bị đưa bán làm giấy lộn khắp đường phố Hà Nội.
Năm 1945, ông bắt đầu nghiên cứu truyện Kiều.
Từ 16 tháng 4 đến 12 tháng 5 năm 1946, Hoàng Xuân Hãn tham gia phái đoàn Việt Nam dự Hội nghị Đà Lạt. Năm 1946 khi chiến tranh Pháp – Việt bùng nổ, ông bị kẹt ở Hà Nội.
Năm 1949, Hoàng Xuân Hãn xuất bản Lý Thường Kiệt.

## Sang Pháp
Hoàng Xuân Hãn sang Paris năm 1951 và ở luôn bên Pháp. Trong thời kỳ 1951-1954 ông đã giúp Thư viện Quốc gia Pháp và các thư viện Dòng Tên ở Ý và Tòa Thánh Vatican làm thư mục về sách Việt. Hoàng Xuân Hãn vẫn tiếp tục công việc nghiên cứu, viết các bài gửi các báo Sử Địa (Sài Gòn, 1966-1974), tập san Khoa học - Xã hội (Paris, 1976-1987), Đoàn Kết (Paris, 1976 – 1981), Diễn đàn (Paris 1991 – 1994).
Năm 1952, Hoàng Xuân Hãn xuất bản La Sơn Phu Tử.
Năm 1953, xuất bản Chinh Phụ Ngâm Bị Khảo.
Năm 1954 Hoàng Xuân Hãn sang Hội nghị Genève mong mỏi một giải pháp hòa bình: một chính phủ miền Nam có thể cộng tác với chính phủ miền Bắc để thực hiện việc thống nhất đất nước.
Ngày 21 tháng 7 năm 1992, Hoàng Xuân Hãn thành lập tại Pháp một hội văn hóa có tên là Hội Văn hóa Giáo dục Cam Tuyền do ông làm Chủ tịch. Hội có tôn chỉ và mục đích bảo vệ và phát huy văn hóa, giáo dục; nhất là bảo tồn văn hóa cổ Việt Nam tại Pháp và ở các quốc gia Tây phương.
Ngoài ra tại Paris, Hoàng Xuân Hãn đã hoàn tất công trình lớn về Đoạn trường tân thanh có tên "Nghiên cứu về Kiều" từ hơn 50 năm nay.
Hoàng Xuân Hãn mất lúc 7 giờ 45 ngày 10 tháng 3 năm 1996 tại bệnh viện Orsay, Paris. Thi hài ông được hỏa táng chiều ngày 14 tháng 3 năm 1996 tại nghĩa trang L'Orme des Moineaux, Les Ulis, Pháp.
Năm 2000, giáo sư Hoàng Xuân Hãn được Nhà nước Việt Nam truy tặng Giải thưởng Hồ Chí Minh về khoa học xã hội và nhân văn với cụm công trình Lịch sử và Lịch Việt Nam:
1.Lý Thường Kiệt
2. La Sơn Phu Tử
3.Lịch và Lịch Việt Nam.
Tháng 8 năm 2011, Trường Đại học Ponts et Chaussées (Trường Cầu đường Paris), một trong những đại học có uy tín hàng đầu của Pháp đã chọn giáo sư Hoàng Xuân Hãn đặt tên cho giảng đường đại học thuộc trường. Trước đó, nhân kỷ niệm 100 năm truyền thống Trường Cầu đường Paris, Giáo sư Hoàng Xuân Hãn được Nhà trường vinh danh là một trong 100 sinh viên tiêu biểu nhất trong lịch sử của Trường.

## Tác phẩm
- Eléments de trigonométrie (Hanoi: Les Editions nouvelles, 1936)
- Danh từ khoa học (Hanoi: impr. de Trung – Bac, 1942)
- Một vài ký vãng về Hội nghị Đà Lạt
- Thiên tình sử Hồ Xuân Hương
- Thi văn Việt Nam
- La Sơn Phu Tử
- Chinh Phụ Ngâm Bị Khảo
- Nghiên cứu Kiều

Cùng nhiều công trình nghiên cứu, biên tập, chú thích các tác phẩm văn cổ như:
- Đại Nam Quốc sử Diễn Ca (Lê Ngô Cát);
- Mai Đình Mộng ký (Nguyễn Huy Hổ);
- Văn tế thập loại chúng sinh (Nguyễn Du)...

## Gia đình
Hoàng Xuân Hãn là cháu nội Hoàng Xuân Phong, là một vị quan cuối đời Tự Đức, từng làm án sát tỉnh Lạng Sơn. Lúc Lạng Sơn thất thủ trước quân Pháp, triều đình triệu ông về làm Tuần Phủ Hà Tĩnh để chiêu dụ lòng dân, nhưng ông bị bệnh không chịu uống thuốc, chịu chết để tròn danh tiết. Cha ông là Tú tài Hoàng Xuân Ức, mẹ là bà Lê Thị Âu. Các anh em là Hoàng Xuân Vân, Hoàng Xuân Hồng, Hoàng Thị Hảo, Hoàng Xuân Mẫn, dược sĩ Hoàng Xuân Hà (Giám đốc Xưởng Quân dược Liên khu III, Vụ trưởng Vụ Dược chính, Phó Chủ tịch Hội Dược học), bà Hoàng Thị Cúc, ông Hoàng Xuân Bình (cận vệ của vua Bảo Đại). Hoàng Xuân Nhị cháu họ ông Hãn là một nhà giáo, dịch giả, nhà văn hóa của Việt Nam.